# Schiffsmittag
Der Schiffsmittag ist ein Begriff aus der Seefahrt. Es ist der Zeitpunkt des beobachteten Sonnenhöchststandes und wird ohne Zeitmessung gefunden.
Er ist mit einem Sextanten leicht als der Zeitpunkt zu bestimmen, an dem der beobachtete Winkel zwischen Kimm und Sonne am größten ist. Die Sonne steht dann genau im Süden oder im Norden, je nach Standort des Beobachters. 
Aus dem Winkel zwischen Sonne und Kimm wird der Breitengrad des Beobachters errechnet, die Mittagsbreite. 
Mit einer genauen Bestimmung des Schiffsmittags und einer genau gehenden Uhr kann der momentane Längengrad bestimmt werden, die Mittagslänge, siehe Astronomische Navigation.
Aus Mittagslänge und Mittagsbreite ergibt sich die Mittagsposition.
Die zwischen zwei aufeinanderfolgenden Schiffsmittagen zurückgelegte Strecke wird als Etmal bezeichnet.